# Pseudonapomyza ommata
Pseudonapomyza ommata este o specie de muște din genul Pseudonapomyza, familia Agromyzidae, descrisă de Mitsuhiro Sasakawa în anul 2004.
Este endemică în New Caledonia. Conform Catalogue of Life specia Pseudonapomyza ommata nu are subspecii cunoscute.